# Fernando Navarro Fernández-Rodríguez
Fernando Navarro Fernández-Rodríguez, né le 8 juin 1962, est un homme politique espagnol membre de Ciudadanos (Cs).
Il est élu député des îles Baléares lors des élections générales de décembre 2015.

## Biographie

### Vie privée
Il est marié. Sa sœur, Carmen Navarro Fernández-Rodríguez, est nommée directrice des comptes du Parti populaire en juillet 2010 puis trésorière en mai 2012.

### Études et profession
Il réalise ses études de droit à l'université d'Alcalá de Henares où il obtient sa licence. Il est titulaire d'une maîtrise en administration des affaires délivrée par l'Institut de l'Entreprise.
Exerçant d'abord comme avocat à Madrid, il intègre l'administration des îles Baléares, notamment dans le secteur sanitaire. Entre 1997 et 2004, il occupe les fonctions de chef d'achats de l'hôpital de Manacor. Il est chef d'achats pour la télévision publique des îles Baléares IB3 entre 2004 et 2008. Il est ensuite nommé gestionnaire de l'Institut du diagnostic biométrique de Manacor puis à Inca. En janvier 2013, il est nommé responsable des comptes de l'hôpital de la comarque d'Inca,. Il est destitué par le gouvernement Bauzá en mai suivant après la mort d'un patient sénégalais atteint de tuberculose et qui n'aurait pas été soigné à temps,.

### Militant d'UPyD
Il est connu pour publier des contenus à caractère politique et relatifs à l'histoire des idées dans des blogs sous le pseudonyme de Navarth. En 2016, il publie un livre nommé « socialistes utopiques » aux éditions Los Papeles de Brighton.
Il est candidat en dix-septième position sur la liste d'UPyD à l'occasion des élections baléares de mai 2011 mais aucun candidat de la liste n'est élu.

### Député de Ciudadanos
En août 2015, il est investi tête de liste de Ciudadanos dans la circonscription des îles Baléares en vue des élections générales de décembre 2015,. Au soir du scrutin, sa liste obtient 71 551 voix, 14,78 % des suffrages exprimés et un siège sur les huit à pourvoir. Élu au Congrès des députés, il est porte-parole titulaire à la commission de l'Équipement et à la commission de la Santé et des Services sociaux.
Il est à nouveau candidat lors des élections législatives anticipées de juin 2016 et conserve son mandat tout en perdant près de quatre mille voix. Il est choisi comme deuxième secrétaire de la commission d'investigation de la crise financière espagnole de 2008 par ses pairs et conserve ses deux responsabilités de porte-parole de commission.